# Венцислава Асенова
Венцислава Захариева-Асенова е българска куклена, озвучаваща актриса и певица. Известна е с участията си в куклени представления, мюзикъли и озвучаване на филми и сериали. Най-известна е като българския глас на Лори Шумникова в анимационния сериал „Къщата на Шумникови“.

## Биография
Родена е на 25 август в град София, Народна република България.
През 2002 г. завършва НАТФИЗ „Кръстю Сарафов“ със специалност „Актьорско майсторство за куклен театър“ в класа на проф. Румен Рачев.
Играе в Столичния куклен театър. Участва в постановки като „Хензел и Гретел“, „Змеево либе“, „В лунната стая“,в „Златка - златното момиче“, „Кой има магарешки уши?“, „По следите на Дядо Коледа“, „Малките плодчета“, „Картини от една изложба“, „Бебешка пиеса“, „Малката кибритопродавачка“, „Американски мюзикъл“, „Приказка за рибаря и златната рибка“, „Авеню Q“, „Бисквитко спасява Коледа“, „Готвачите на Андерсен“, „Приключенията на Доктор Дулитъл“, мюзикъла „Спондж Боб“ (като катерицата Санди) и „И ние играем Ромео и Жулиета“.
В периода 2020 – 2021 г. играе в мюзикъла „Шрек“, който се играе в Националната опера, и е базиран на едноименния филм.
Венцислава Асенова се занимава с нахсинхронен дублаж на филми и сериали. Взима участия в дублажните студия „Александра Аудио“, „Доли Медия Студио“ и „Про Филмс“. Най-известната ѝ значима роля в дублажа е на Лори Шумникова (първородното дете на семейство Шумникови) в анимационния сериал „Къщата на Шумникови“ по Никелодеон.

## Участия в театъра
Столичен куклен театър
1. „Змеево либе“ от Дана Андонова и Нели Токмакчиева – режисьор Веселин Бойдев[4][23]
2. „В лунната стая“ (сменяща Сивина Сивинова) от Валери Петров – постановка доц. Петър Пашов[5][24]
3. „Златка - златното момиче“ – режисьор Тодор Вълов[6][25]
4. 16 септември 2005 г. – „Кой има магарешки уши?“ – постановка Кирякос Аргиропулос[7][26]
5. 15 декември 2008 г. – „Готвачите на Андерсен“, по приказките на Ханс Кристиан Андерсен[17][27]
6. 14 декември 2010 г. – „По следите на Дядо Коледа“ от Румен Николов – режисьор Бисерка Колевска[8][28][29]
7. 4 ноември 2011 г. – „Малките плодчета“ – сценарий и постановка Съни Сънински[9][30][31]
8. 28 ноември 2012 г. – „Картини от една изложба“ – сценарий и режисура Бисерка Колевска[10][32][33]
9. 11 януари 2014 г. – „Хензел и Гретел“ по Братя Грим – постановка Съни Сънински[3][34]
10. 7 март 2014 г. – „Бебешка пиеса“ – автор и режисьор Елза Лалева[11][35]
11. 21 ноември 2015 г. – „Американски мюзикъл“, уъркшоп[13][36][37][38]
12. 14 декември 2015 г. – „Малката кибритопродавачка“ по Ханс Кристиан Андерсен – режисьор Тодор Вълов[12][39][40]
13. 1 юли 2016 г. – „Приказка за рибаря и златната риба“ от Александър Пушкин – режисьор Магдалена Митева[14][41]
14. 15 февруари 2017 г. – „Авеню Q“ от Робърт Лопес, Джеф Маркс и Джеф Уити[15][42][43]
15. 15 декември 2019 г. – „Бисквитко спасява Коледа“ – автор и режисьор Бояна Минковска-Николова[16][44]
16. 9 септември 2022 г. – „Приключенията на Доктор Дулитъл“ по Хю Лофтинг, режисьор Катя Петрова[18][45]
17. 14 февруари 2023 г. – Санди Чийкс в „Мюзикълът Спондж Боб“ (по едноименния сериал, създаден от Стивън Хилънбърг), режисьор Уест Хайлър[19][46]
18. 10 май 2024 г. – „И ние играем Ромео и Жулиета“ по идея на Камен Асенов, режисьор Стоян Радев[20][47]

Софийска опера и балет
1. 2020 – „Шрек“ от Уилям Стийг, режисьор Уест Хайлър[21][22]

## Участия в дублажа
1. „Елиът от Земята“ – Франки, 2021
2. „Къщата на Шумникови“ – Лори Шумникова, 2016[1]
3. „Лимонадената банда“ – Други гласове, 2011
4. „Лоракс“ (дублаж на Александра Аудио), 2012
5. „Майло на Марс“ – Ки, 2011
6. „Семейство Касагранде“ – Лори Шумникова, 2020
7. „Том и Джери: Мисия до Марс“ (дублаж на Александра Аудио) – Други гласове, 2012

## Личен живот
Омъжена е за Камен Асенов. През 2007 г. се ражда тяхната дъщеря – Калина, която също е известна с участията на мюзикъли, както и с озвучаване на филми и сериали.